# Batalla de Samarra (1733)
La Batalla de Samarra fue el enfrentamiento clave entre los dos grandes generales Nader Shah y Topal Osman Pasha, que condujo al levantamiento del asedio de Bagdad, manteniendo al Irak otomano bajo el control de Estambul. La contienda armada entre los dos colosos fue muy reñida, con un total aproximado de 50 000 hombres víctimas al final de los combates, que dejaron a los persas diezmados y a los vencedores otomanos muy maltrechos. Aparte de su importancia a la hora de decidir el destino de Bagdad, la batalla también es significativa por ser la única derrota de Nader en el campo de batalla, aunque vengaría esta derrota a manos de Topal Pasha en la Batalla de Agh-Darband donde Topal resultó muerto.

## El sitio de Bagdad y la llegada de Topal Pasha
Nader había sitiado Bagdad con una poderosa fuerza de 100 000 combatientes. Construyendo torres y trincheras por toda la ciudad habían colocado Bagdad en un anillo de hierro obligando a Ahmad Pasha a considerar la rendición. Cuando comenzaron las negociaciones, Ahmad Pasha recibió la noticia de que el mejor general del imperio y antiguo visir Topal Osman Pasha había sido nombrado comandante en jefe de un ejército de 80.000 hombres, en su mayoría jenízaros y sipahi de alta calidad procedentes de Estambul, junto con 80 cañones, que marchaba desde el norte para relevar a Bagdad.
Topal Osman resultaría ser un adversario radicalmente distinto a cualquier otro al que se hubiera enfrentado Nader, aunque éste ya había salido victorioso tantas veces que tal vez había llegado a creerse invencible. Dejando atrás a 12 000 hombres para reforzar el asedio, marchó hacia el norte, hacia Samarra, llevando consigo a 70 000 hombres y docenas de cañones.

### Dificultades en Bagdad
Nader también había empezado a desviar gran parte del agua que entraba en Bagdad con la esperanza de ejercer más presión sobre los habitantes, que a su vez podrían presionar a Ahmad Pasha para que les cediera el control de la ciudad y pusiera fin a sus privaciones. Sin embargo, esto no llegó a materializarse, aunque se calcula que unos sesenta mil civiles y no militares perdieron la vida debido a la implacable aplicación del bloqueo.
La artillería persa no estaba a la altura de la tarea de perforar las robustas fortificaciones de la ciudad, ya que consistía principalmente en artillería de campaña y el ejército de Nader carecía en ese momento de cañones de asedio significativos. La única esperanza para la captura de la ciudad era una prolongada inanición de sus habitantes, lo que iba a ser una búsqueda increíblemente exigente, ya que Bagdad era una ciudad enorme con un gobernador plenamente consciente de que la pérdida de su Eyalat significaría la pérdida permanente del poder, ya que casi con toda seguridad no sería compensado con otro.

### Topal Osman
Topal Osman era originario de Anatolia, aunque nació y creció en la península Peloponeso de Morea. Entró al servicio del sultán en su juventud y a los 24 años había alcanzado el rango de Beylerbey. Más tarde fue enviado a Egipto, aunque su barco fue atacado en el camino y fue llevado a Malta como prisionero. Fue rescatado y liberado, y más tarde participó en la  Campaña del río Pruth, que vio cómo Pedro el Grande era derrotado de forma decisiva, además de desempeñar un papel importante en la contra Venecia, en la que se distinguió especialmente, hasta el punto de ser recompensado con el título de pachá.
Con el tiempo, Topal ascendió al rango de gran visir del Imperio Otomano, aunque sólo ocupó este cargo durante seis meses antes de ser destituido debido a las disputas políticas en la capital. Cuando fue nombrado "saraskar" del ejército otomano enviado para enfrentarse a Nader, ya era un gobernador de setenta años de los eyalats de Trebisonda y Tiflis. Topal Osman sería recordado como el oponente más formidable de Nader, su igual tanto en astucia como en experiencia, y demostraría a Nader que ningún hombre es invencible.

## La batalla de Samarra
Topal demostró su valía casi de inmediato. Para provocar un ataque belicoso de Nader debilitó visiblemente sus guardias de avanzada y retaguardia, pero durante la noche las reforzó significativamente. Nader envió un gran cuerpo de su caballería para asaltar la izquierda otomana, pero fue rechazado porque los otomanos eran más numerosos de lo que se pensaba y habían desplegado artillería. Nader decidió desplegar el grueso de su ejército, compuesto por unos 50 000 hombres, y doblegar a los otomanos mediante un asalto frontal. Tras un intenso choque de tropas, el centro otomano fue empujado hasta el borde de sus tiendas y campamentos, cayendo algunos de sus cañones en manos persas. En esta coyuntura, la huida de 2000 kurdos del ejército otomano puso a los hombres de Topal Osman en una situación casi imposible, pero éste restableció la situación aportando 20 000 soldados más de su reserva que lograron hacer retroceder a los persas e incluso recuperar los cañones perdidos anteriormente.
.

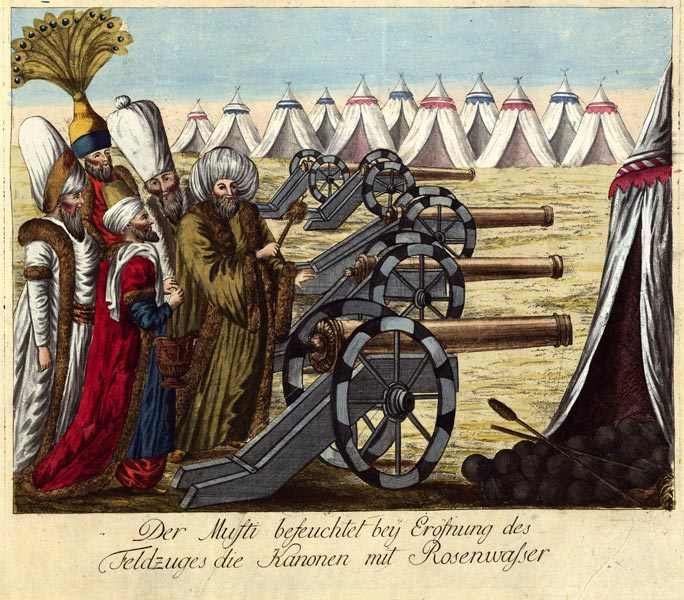
Ejército Otomano con soldados de artillería

La batalla continuó con ambos ejércitos ganando y perdiendo terreno continuamente el uno del otro hasta el mediodía. Debido al sabio posicionamiento del ejército otomano en esta campaña por parte de Topal Pachá, sus hombres tenían acceso al agua del río Tigris a sus espaldas, mientras que los persas estaban cada vez más sedientos a medida que la batalla se prolongaba en el calor abrasador de la tarde mesopotámica sin ninguna fuente inmediata que les proporcionara el socorro que tanto necesitaban. La fuerza de la posición de Topal Pachá también mostró otra gran ventaja, ya que en ese momento el viento comenzó a soplar hacia el sur levantando polvo y arena en las caras de los persas, a lo que se unió una desgracia más -una traición por parte de un contingente tribal árabe del ejército de Nader-, todo lo cual culminó en una situación crítica que podría resultar demasiado, incluso para las aguerridas tropas de Nader.
Ni siquiera la intervención de una reserva de 12 000 hombres de caballería abdalí pudo doblegar a los jenízaros, que se vieron arrastrados a la vorágine de la sangrienta carnicería en que se había convertido la batalla de Samarra. Mientras el ejército empezaba a desintegrarse bajo tanta presión, Nader cabalgaba animando a sus hombres a seguir esforzándose y participó personalmente en los combates, consiguiendo ensartar a un jinete otomano con una lanza, pero él mismo fue arrojado de su caballo en la violenta refriega. En las filas persas corrió el rumor de la muerte de Nader, lo que supuso un golpe mortal para la moral de un ejército ya exhausto. La resistencia organizada empezó a desvanecerse tras 9 horas de incesante combate, y los persas se retiraron hacia el sur, sin que pudieran recuperarse a pesar de los esfuerzos de sus líderes. Nader había sido derrotado por primera y última vez en su monumental carrera de conquista. Los dos grandes líderes habían enfrentado a sus hombres con una ferocidad increíble, pero Topal Pasha había conseguido, por poco, una victoria costosa pero gloriosa y decisiva.

## Consecuencias
Los persas perdieron casi la mitad de sus fuerzas, incluidas todas sus piezas de artillería, muchas de las cuales cayeron en manos otomanas: 30 000 muertos y heridos con otros 3500 capturados (500 de ellos ejecutados a sangre fría). Los otomanos, sin embargo, también fueron duramente castigados, perdiendo una cuarta parte de sus hombres en la batalla. La victoria, por muy costosa que fuera, puso fin al asedio de Bagdad, ya que Ahmad Pachá y sus hombres, con la moral reforzada por las noticias del ilustre triunfo de Topal Pachá en el norte, irrumpieron a las puertas de la ciudad para abatir al mayor número posible de sitiadores y poner en fuga al resto. El 24 de julio de 1733 Topal Osman Pasha marchó triunfante con sus hombres hacia Bagdad.